# Parti constitutionnaliste de l'Iran
Le Parti constitutionnaliste de l'Iran (persan:حزب مشروطه ايران) est un parti politique d'opposition actif principalement en dehors de l'Iran. Son but est de transformer le pays en une société démocratique et libérale et d'établir une monarchie constitutionnelle.